# Madureira Esporte Clube

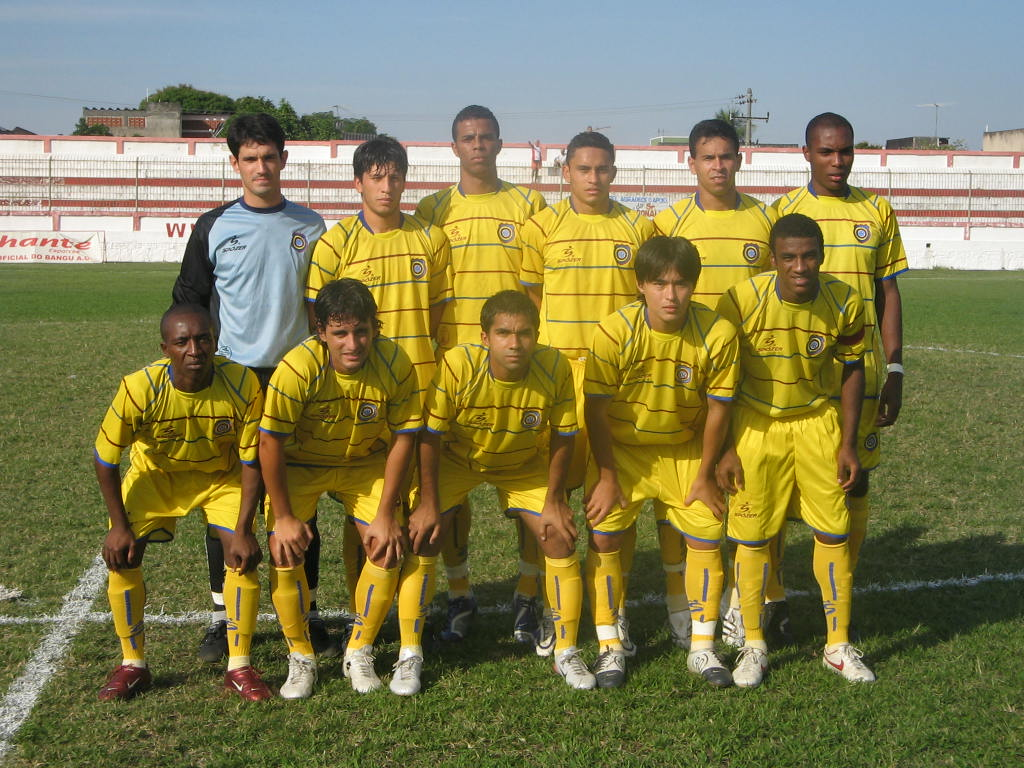
El Madureira de 2007

El Madureira Esporte Clube es un equipo brasileño de la ciudad de Río de Janeiro ubicada en el Estado homónimo. Si bien hay algunos otros equipos más reconocidos en el estado, se considera un equipo importante de la región.
Actualmente, ocupa la posición 59 del ranking de la CBF teniendo en cuenta la publicación del 2017.

## Historia
El equipo fue fundado el 8 de agosto de 1914 con el nombre de Fidalgo Madureira Atlético Clube. En 1932, un grupo de comerciantes del barrio se contacta con el presidente de Fidalgo para cambiar el nombre y manejar la institución. Luego de varias asambleas, el 16 de febrero de 1933 se cambia de nombre a Madureira Atlético Clube y toma los colores granate, azul y rojo.
A nivel estatal, en 1935, juega su primer Campeonato Carioca quedando ubicado en la sexta ubicación. Para el año siguiente, queda subcampeón del mismo torneo siendo vencido por Vasco da Gama. El 12 de octubre de 1971 el club se fusiona con el Madureira Tênis Clube y el Imperial Basquete Clube y surge el Madureira Esporte Clube. En el año 2006, repitió el subcampeonato del torneo regional cuando fue superado, por puntos, por Botafogo.
A nivel nacional, del 2005 al 2008, fue participante del Campeonato Brasileño de Serie C hasta cuando descendió al recién creado Campeonato Brasileño de Serie D. Dos años luego, en 2010, fue subcampeón del torneo de cuarta división y regresó al campeonato de tercera. Sin embargo, en 2015, ocupa el noveno lugar del grupo B del torneo y descendió nuevamente a la Serie D. En el 2016, queda último en su grupo del campeonato de cuarta división lo que le impide participar el torneos nacionales durante el 2017. Sin embargo, será participante de la Serie D 2018 por su buen desempeño en el Campeonato Carioca 2017.

## Títulos

### Torneos estatales
- Copa Río (1): 2011.
- Taça Río (2): 2006 y 2015.
- Subcampeón del Campeonato Carioca (2): 1936 y 2006.

### Torneos nacionales
- Subcampeón del Campeonato Brasileño de Serie D (1): 2010.